# Hydra (Within-Temptation-Album)
Hydra ist das sechste Album der niederländischen Band Within Temptation. Es wurde am 22. Januar 2014 durch Roadrunner Records veröffentlicht.

## Albumname
Der Name des Albums bezieht sich auf die Antike Mythe der Hydra. Gitarrist Robert Westerholt sagte dazu: „Hydra ist der perfekte Titel für unser neues Album, denn ähnlich wie das Monster steht das Album für die vielen unterschiedlichen Seiten unserer Musik“ (Hydra is a perfect title for our new album, because like the monster itself, the record represents the many different sides of our music).

## Rezeption
In der deutschsprachigen Fachpresse wurde Hydra sehr wohlwollend aufgenommen. Insbesondere die konsequente Weiterentwicklung des eigenen Stils sowie die Zusammenarbeit mit Xzibit und Tarja Turunen wurde lobend erwähnt, wenngleich Powermetal.de „And We Run“ am liebsten von der Scheibe verbannen würde.
Auch International erhielt das Album gute Kritiken, Metalstorm bezeichnete Hydra zwar nicht als das beste Album, aber als „eine weitere Perle in der Halskette, die diese talentierten Musiker erstellen“.

„[...]ein weiteres großartiges Werk aus dem Hause WITHIN TEMPTATION, an dem es insbesondere kompositorisch wenig zu verbessern gäbe. Dem Vorgänger "The Unforgiving" muss es sich dennoch knapp geschlagen geben, hatte dieser doch ein paar mehr grandiose Melodien mit Ohrwurm- und Gänsehaut-Garantie im Gepäck. Das macht die neue Scheibe zwar etwas weniger packend, alle Fans der Band dürften von "Hydra" aber in jedem Falle alles andere als enttäuscht werden.“

„Within Temptation haben sich weiterentwickelt, ohne dabei ihre Wurzeln zu vergessen. Sie haben ihre Trademarks bewusst weiterentwickelt und ein Album erschaffen, das getrost als Messlatte für kommende Neuerscheinungen in diesem Genre gehandhabt werden kann. Kraftvoller, melodischer und intensiver hat man Within Tempation bisher nicht erlebt!“

„„Hydra“ wird allen Superlativen bis ins kleinste Detail gerecht und lässt den Rezensenten vor Begeisterung erstarrt zurück. Fantastisch!“

## Titelliste
| #   | Titel                                           | Länge |
| --- | ----------------------------------------------- | ----- |
| 1.  | Let Us Burn                                     | 5:31  |
| 2.  | Dangerous (featuring Howard Jones)              | 4:52  |
| 3.  | And We Run (featuring Xzibit)                   | 3:50  |
| 4.  | Paradise (What About Us?) (featuring Tarja)     | 5:22  |
| 5.  | Edge of the World                               | 4:55  |
| 6.  | Silver Moonlight                                | 5:17  |
| 7.  | Covered by Roses                                | 4:48  |
| 8.  | Dog Days                                        | 4:47  |
| 9.  | Tell Me Why                                     | 6:12  |
| 10. | Whole World Is Watching (featuring Dave Pirner) | 4:03  |

Limited-Edition
| #  | Titel                        | Länge |
| -- | ---------------------------- | ----- |
| 1. | Radioactive                  | 3:13  |
| 2. | Summertime Sadness           | 4:05  |
| 3. | Let Her Go                   | 3:43  |
| 4. | Dirty Dancer                 | 4:15  |
| 5. | And We Run (Evolution)       | 5:41  |
| 6. | Silver Moonlight (Evolution) | 6:05  |
| 7. | Covered by Roses (Evolution) | 4:43  |
| 8. | Tell Me Why (Evolution)      | 5:00  |